# 6422 Акаґі
6422 Акаґі (1994 CD1, 1986 HH1, 1991 NQ4, 6422 Akagi) — астероїд головного поясу, відкритий 7 лютого 1994 року.
Тіссеранів параметр щодо Юпітера — 3,341.